# Wybrzeże dalmatyńskie

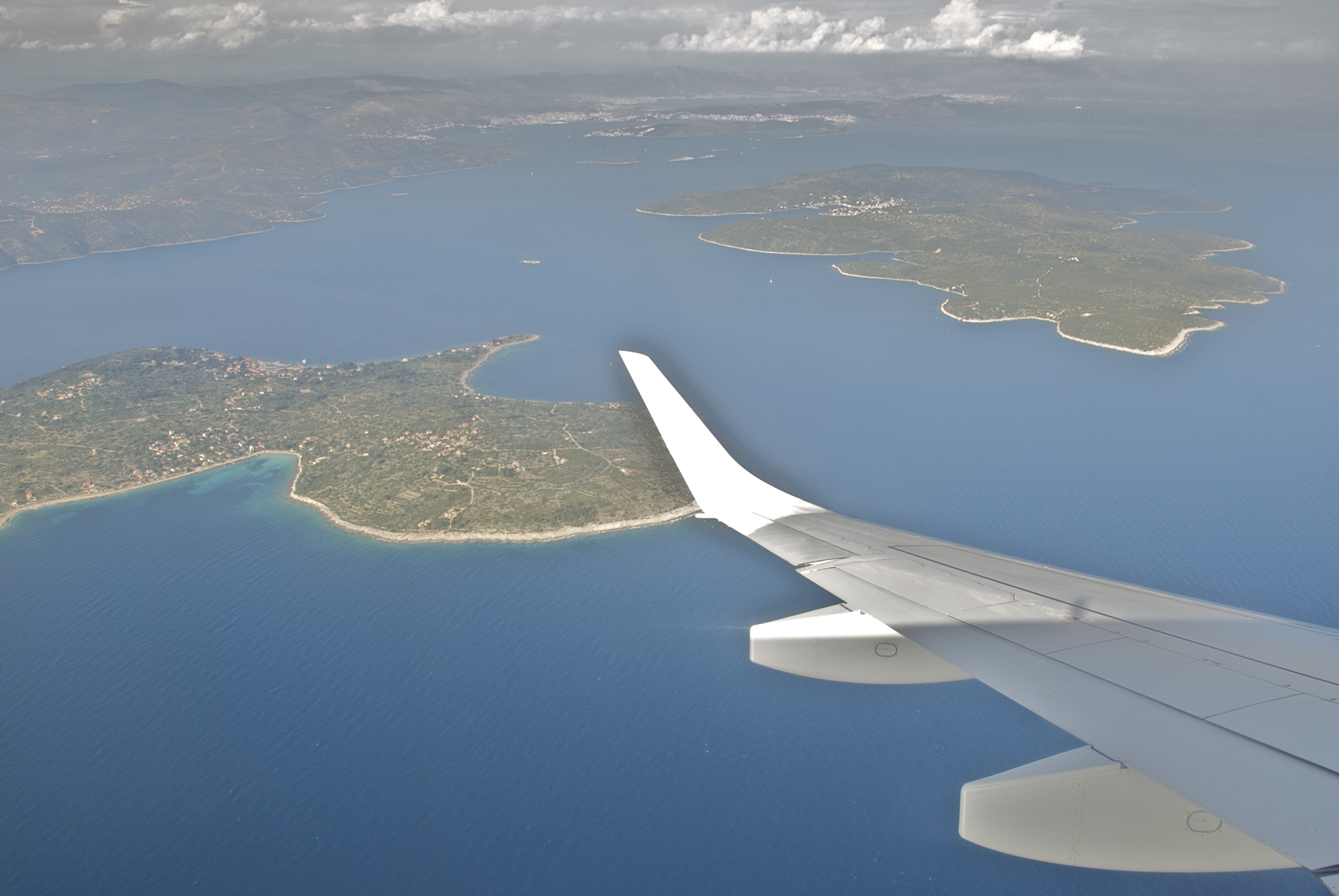
Wybrzeże dalmatyńskie Chorwacji

Wybrzeże dalmatyńskie (dalmat) – typ wybrzeża morskiego wysokiego, które powstało w wyniku zalania gór ułożonych równolegle do linii brzegowej. Powstaje w ten sposób system wydłużonych wysp i półwyspów, ułożonych równolegle do wybrzeża. Pomiędzy nimi znajdują się liczne głębokie cieśniny. Na wybrzeżach dalmatyńskich często zachodzą zjawiska krasowe.
Nazwa wywodzi się od części wschodniego wybrzeża Morza Adriatyckiego i położonej nad nim historycznej krainy Dalmacji (obecnie Chorwacja). Występuje m.in. w Chorwacji oraz Kalifornii.